# István Horthy
István Horthy de Nagybánya, né le 12 septembre 1904 à Pula (Croatie), mort le 20 août 1942 à Alekseïevka, dans l'oblast de Belgorod (Russie), est le fils aîné de l'amiral Miklós Horthy, régent de Hongrie de 1920 à 1944. István Horthy est homme politique et, durant la Seconde Guerre mondiale, pilote de guerre.

## Biographie
Il commence des études à l'Académie navale pour suivre les traces de son père, mais en perdant la Croatie, la Hongrie perd son accès à la mer alors qu'il a seize ans, et il poursuit sa formation à l'École polytechnique de Budapest. Après un séjour aux États-Unis, il organise sa carrière au sein de la Société des chemins de fer hongrois où il finit par atteindre la poste de Directeur général en 1940. Lui-même issu de la noblesse hongroise, il épouse la comtesse Ilona (en) Edelsheim-Gyulai le 27 avril 1940 dont un fils, István Horthy II (en) né le 17 janvier 1941, est plus connu sous son nom musulman de Sharif Horthy.
Nommé par le Parlement « régent-adjoint de Hongrie » le 19 février 1942, il meurt le 20 août 1942 dans son avion qui s'écrase peu après le décollage. Selon différentes légendes, l'accident serait dû à un sabotage de l'appareil, soit par des partisans soviétiques, soit par les services de sabotage de l'Abwehr allemande, commandés par Erwin Lahousen, parce que l'Allemagne nazie aurait jugé les Horthy trop réticents à mettre la Shoah en œuvre. Cette thèse est diffusée par sa jeune veuve et son officier d'ordonnance, mais aucune enquête n'a lieu et le corps n'est pas autopsié. Des études récentes remettent en cause la thèse du sabotage et concluent à un accident.